# Roanoke (Alabama)
Roanoke – miasto w Stanach Zjednoczonych, w stanie Alabama, w hrabstwie Monroe. W roku 2023 miasto zamieszkiwało 5387 osób, a gęstość zaludnienia wynosiła 109 osób/km².